# 木芥子

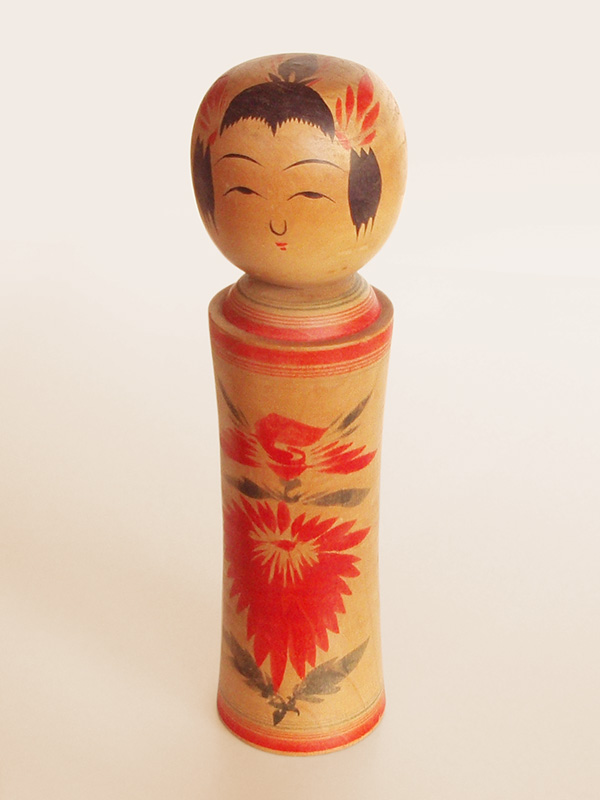
木芥子

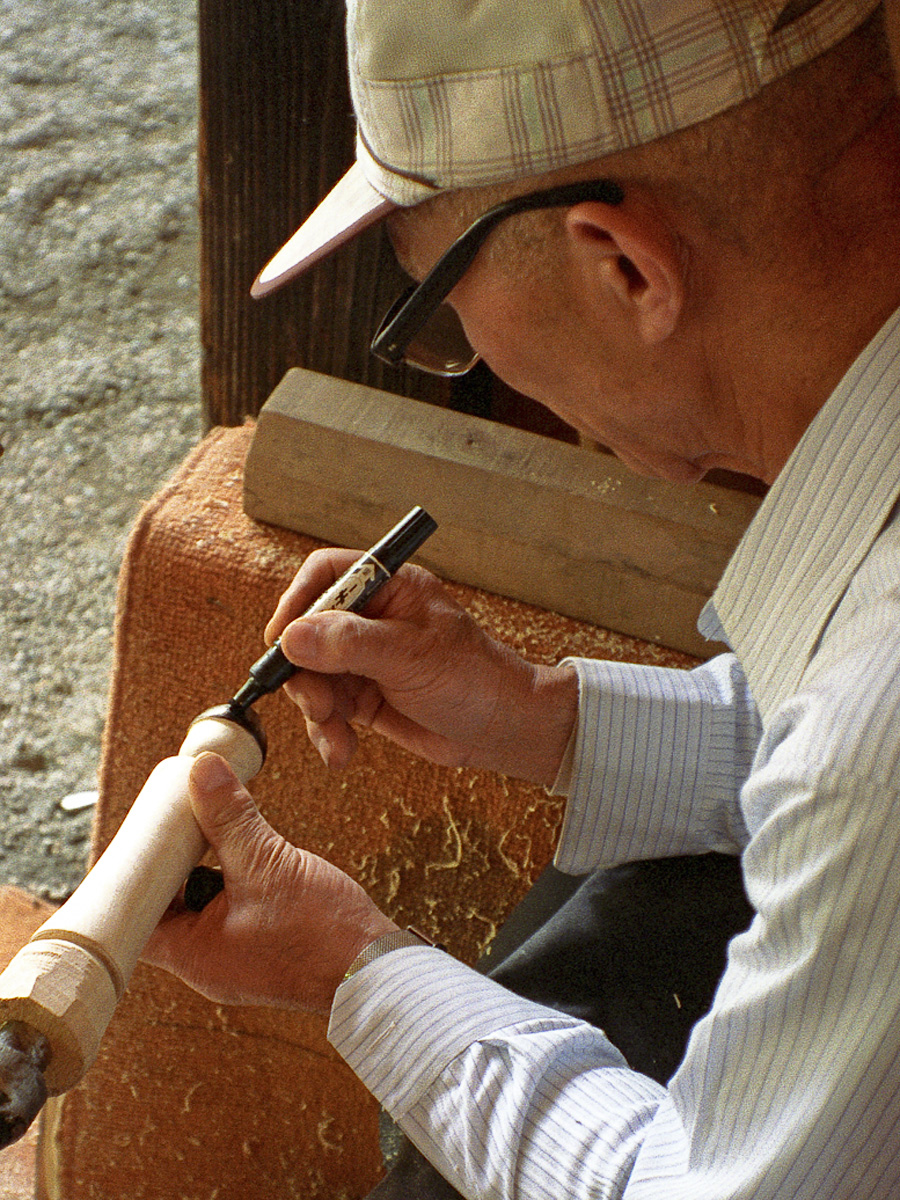
正在製作的木芥子

木芥子（kokeshi）是一種源自日本東北地區的人偶，是以木頭手工制作，有著簡單的肢幹及刻意放大的頭部，配上幾條用來表示臉部的線。身體部分有些紅、黑色（有時黃色）的花樣，上頭覆蓋有一層蠟。沒有手腳是木芥子人偶的一項特色。在人偶的底部會有著雕刻家的簽名。

## 歷史及辭源
「木芥子」的來源並不明確，歷史上的日文借字包括小芥子、木牌子、木形子以及木芥子。平假名的於1939年八月在鳴子溫泉舉辦的全國木芥子大會上，得到名稱上的承認。從此都以做為日文的正式稱呼。
著名英國旅行作家Alan Booth推測「木芥子」 詞源自(日文拼音皆為kokeshi)，意思是「孩子」、「消去」。用來當作被墮胎的死嬰，它的靈魂憑依用的媒介。雖然墮胎在二十世紀前的日本被普遍的執行，但是幾乎沒有關於此一說法的證據。 事實上，對於木芥子的日文名稱，另一個稍為可信的解釋是來自木或小，配合玩偶（keshi）。
還有一種說法，據說「木芥子」在19世紀初，日本還是江戶時代的時候就已經存在了。至於為何會出現木芥子，雖然有很相當多種說法，而其中最有具可能信的一種說法是：當時村子裡的農民為了消除一年所累積的疲勞，到了冬天空閒的時候，有到附近溫泉地療養的習慣。所以住在溫泉附近的工匠們，就想到利用周圍豐富的木材資源，製作像木芥子或是陀螺一類的玩具，作為土特產賣給來療養的客人們。而到了明治中期，來到溫泉療養越來越盛行起來，所以木芥子的需求也逐漸開始擴大。製作木芥子的工匠們，原來都是以製作鍋碗瓢盆等日用雜貨為生的專業工匠。所以在製作木芥子的工藝上也變得越來越精美。最終發展成像現在這樣經得起大家品味、值得大家欣賞的工藝品。宮城縣的傳統木芥子因為製作工藝精湛，外形惹人憐愛，於西元1981年被國家指定為日本的傳統工藝品。
最先造出木芥子的是「木地師」（即使用轆轤的專業師傅），發祥於宮城縣藏王町的遠刈田溫泉附近。  之後製作木芥子的技術傳到東北地方的其他溫泉區。傳聞中這些人偶在江戶時代（1600–1868年）中期被製造出來，銷售給來日本東北泡溫泉的旅客們。
任天堂的Wii遊戲主機上的Mii虛擬角色的原型就是木芥子。

## 型態
傳統木芥子（dentō-kokeshi）人偶的圖案和花樣在些特定的部位有所差異，分為以下十一種類型。最普遍的類型是「鳴子系」，最早在宮城縣被製造出來，但也可在秋田縣、岩手縣和山形縣被找到。在鳴子溫泉的主要街道也被稱為木芥子之路，有著許多由製作木芥子的師傅所開的商店。 
新型木芥子（shingata-kokeshi）在二戰結束（1945年）後開始發展，讓製作者在形狀、設計和顏色上有更多的自由。一般而言新型木芥子的製作師常來自於城市，在日本沒有特定製作的地區。

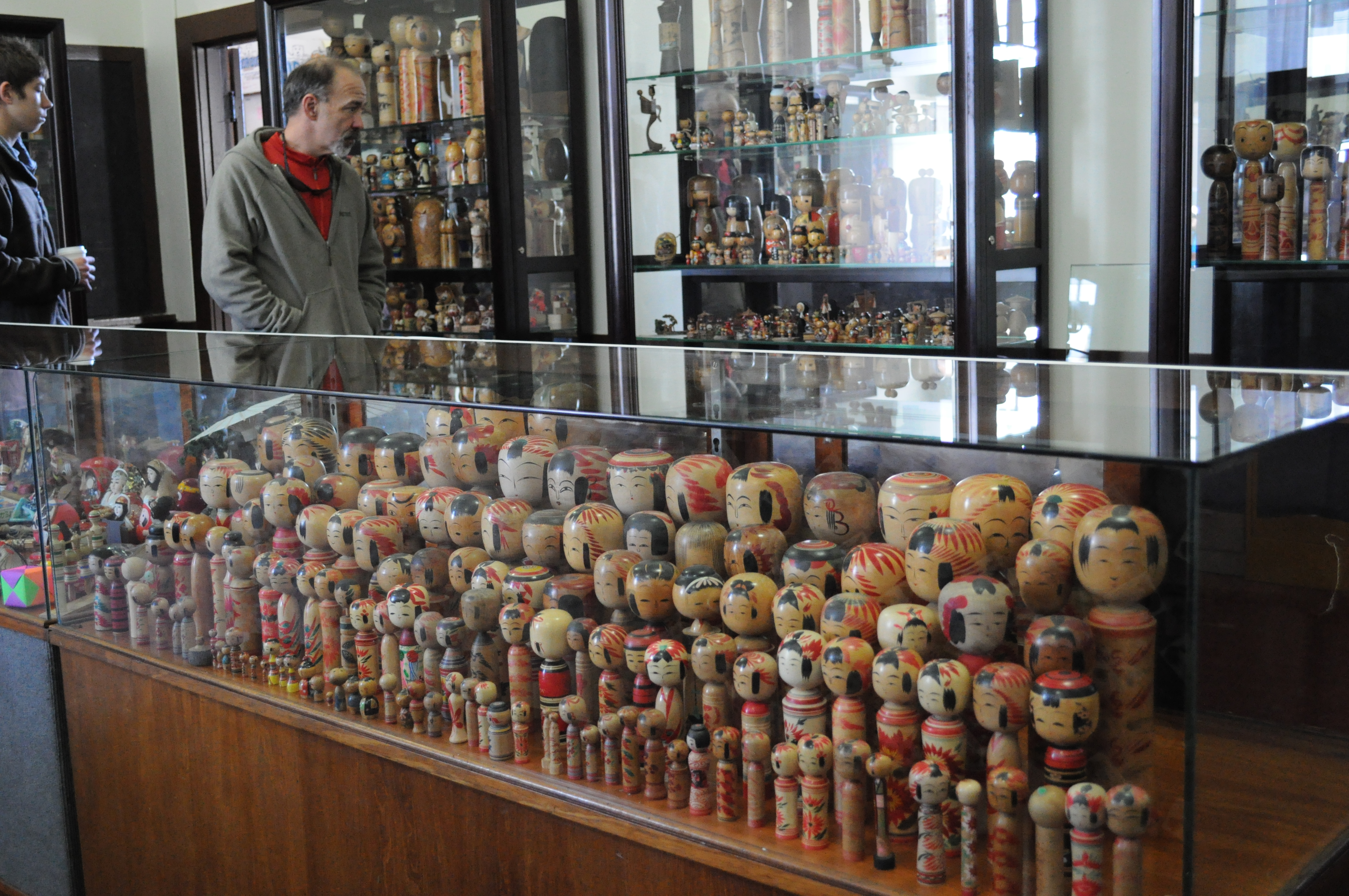
各種木芥子

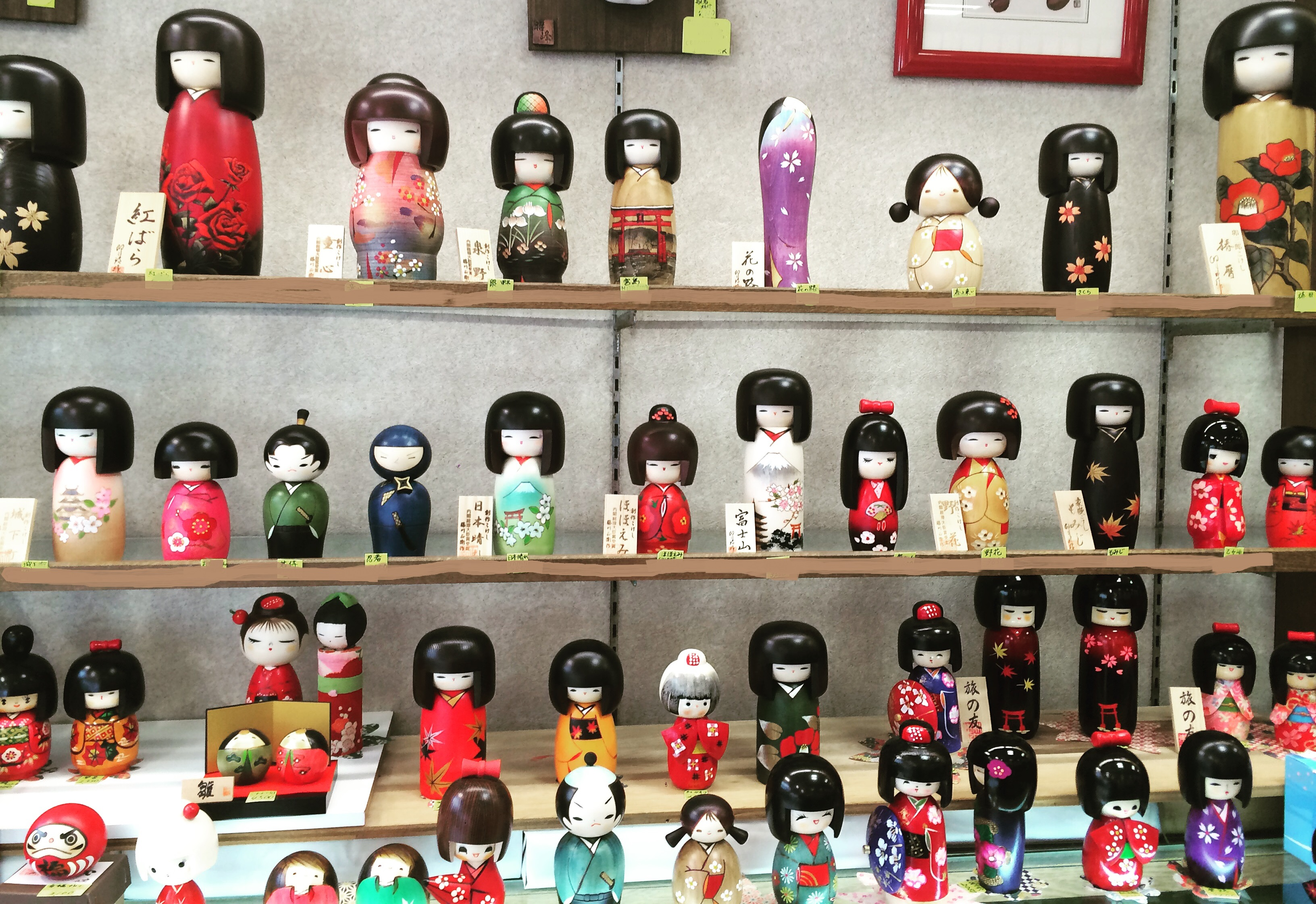

木芥子使用各種不同的木材做為材料：使用櫻桃屬木材的暗色和 棶木屬木材較柔軟的質地。一種日本楓樹，板屋楓(itaya-kaede)也在傳統和新型的木芥子都有使用。這種木材為了讓水分消失，在使用前要在室外放置一到五年。

## 傳統種類
傳統的木芥子在東北地區隨著溫泉區的不同，對應著許多種含有不同特徵的形式。
土湯系（土湯溫泉、飯坂溫泉、岳溫泉・福島）
頭部描繪有蛇眼狀的輪圈，前髮和兩鬢之間有紅色的模樣。主體的軀幹由線條構成。
彌治郎系（白石市彌治郎・宮城）
頭頂有貝雷帽似的多層輪圈。身體有很大的轆轤線和簡單手繪的衣袖和衣襟。
遠刈田系（遠刈田溫泉・宮城）
頭頂描有放射狀的裝飾，之後從額頭到臉頰描有八字狀的紅色裝飾。身體有手繪的重疊的菊花和梅花，也有特意保留乾淨的木頭紋路的款式。
鳴子系（鳴子溫泉・宮城）
特徵是頭部能轉動。轉動時會發出「奇悠、奇悠」的聲音。身體的中部會變得十分的細，比較誇張的身體形狀會像凹透鏡一般。身上通常也會有菊花的彩繪。
作並系（仙台市、作並溫泉、山形市、米澤市、寒河江市、天童市・宮城、山形），也稱作山形作並系。(有時也會將山形系獨立出來)
頭頂繪有輪狀的紅色裝飾，身體上下的轆轤線間有菊花的繪畫。
藏王高湯系（藏王溫泉・山形）
有紅色或黑色的御河童髮式(日本的一種髮式，像河童的頭部) 。身體有菊花、櫻花或是其他很多種植物的描繪。
肘折系（肘折溫泉・山形）
黑色的頭髮上有紅色的放射線。身體常繪有菊花或唐撫子
木地山系（木地山・秋田）
頭部有相當大的前髮，繪有紅色放射線的裝飾。著名於其向前垂下的身體。也有僅繪有菊花的古早樣式。
南部系（盛岡、花卷溫泉・岩手）
只有簡單的色彩描繪。頭部會搖擺晃動是其特徵。
津輕系（溫湯溫泉、大鰐溫泉・青森）也稱作溫湯系。
單純的轆轤模樣、腰帶、花草以外，身體上有一種東北地方特有祭典的描繪。

## 備註

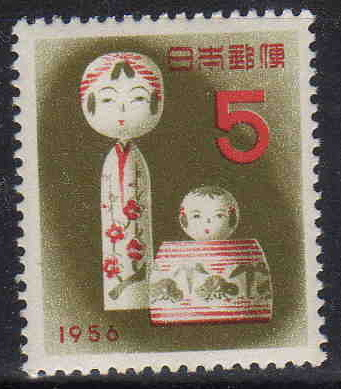
一张绘有木芥子的日本邮票

1. ↑  Newman, Michelle. "Kokeshi Dolls" 的存檔，存档日期2009-01-31.. Travelworld International Magazine, March/April 2007. Accessed 7 May 2009.
2. ↑  Booth, Alan. Looking for the Lost: Journeys Through a Vanishing Japan. New York: Kodansha International, 1996, p.129. ISBN 1-56836-148-3.
3. ↑  Shiono, Hiroshi; Atoyo Maya, Noriko Tabata, Masataka Fujiwara, Jun-ich Azumi and Mashahiko Morita. . American Journal of Forensic Medicine and Pathology. 1986, 7 (2): 104. PMID 3740005. doi:10.1097/00000433-198607020-00004.
4. ↑  name="kokeshifaq">こけしに関するＱ＆Ａ （页面存档备份，存于） （日語） / Q & A on Kokeshi （页面存档备份，存于） （英文）. Accessed 7 May 2009.
5. ↑  Togatta Hot Spring 的存檔，存档日期2009-09-26., Japan-i. Accessed 7 May 2009.
6. ↑  Brendan Sinclair. . GameSpot UK. March 8, 2007  [2007-06-16]. （原始内容存档于2007年9月29日）.
7. ↑  McDowell, Jennifer E. （页面存档备份，存于）  "Kokeshi: Continued and Created Traditions (Motivations for a Japanese Folk Art Doll)," pp. 263-269 [PDF 279-285 of 317]; retrieved 2012-12-4.
8. ↑  ねぶた

## 外部連結
维基共享资源上的相關多媒體資源：木芥子
- "32nd Michinoku Kokeshi Festival" at Destination Tohoku
- "Kokeshi" at Japanya.co.uk （页面存档备份，存于）